# Parafia Wniebowzięcia Najświętszej Maryi Panny w Przełajce
Parafia Wniebowzięcia NMP w Siemianowicach Śląskich-Przełajce – rzymskokatolicka parafia w Siemianowicach Śląskich, w dzielnicy Przełajka. Przynależy ona do dekanatu Siemianowice Śląskie. Wspólnota parafialna została utworzona 28 maja 1957 roku, natomiast kościół parafialny został poświęcony 2 września 1951 roku.
Parafia obejmuje swoim zasięgiem siemianowicką dzielnicę Przełajka. W 2020 roku przynależało do niej 790 wiernych. Siedziba parafii znajduje się przy ulicy Żniwnej 2. W kościele parafialnym w niedziele i święta odprawiane są dwie msze święte, natomiast w dni powszednie jedna. Odpust parafialny odbywa się 15 sierpnia.

## Historia

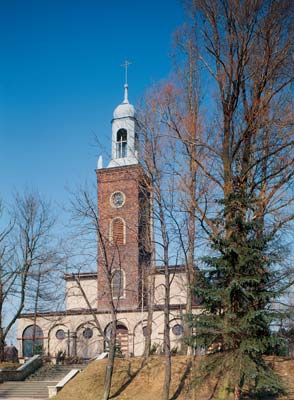
Kościół parafialny w 2006 roku

Przełajka pierwotnie przynależała do czeladzkiej parafii, a po 1821 roku zmieniono przynależność wspólnoty – wówczas to wierni zostali włączeni do parafii w Michałkowicach. Jako że odległość pomiędzy Przełajką a Michałkowicami była stosunkowo duża, w 1912 roku podjęto pierwsze działania na rzecz budowy kościoła w Przełajce. Wówczas to na posiedzeniu rady gminy podjęto decyzję o konieczności budowy kościoła. Obietnicę budowy świątyni złożył również ówczesny proboszcz michałkowickiej parafii – ks. Maksymilian Gerlich. Kościół początkowo miał być wspólny dla mieszkańców Bańgowa i Przełajki. Na rzecz budowy kościoła młynarz Stanisław Morawiec przekazał dwie morgo gruntu. W wyniku zbiórek zebrano 140 tys. marek.
Dalsze działania na rzecz powstania kościoła podjęto w latach 40. XX wieku. W 1940 roku administrator parafii św. Michała Archanioła w Michałkowicach ks. Konrad Krawczyk zwrócił się do kurii z prośbą odprawienia niedzielnej mszy świętej w przydrożnej kaplicy. Zgodę uzyskano, a 14 kwietnia 1942 roku powołano lokalię w Przełajce. Lokalistą został ks. Ewald Kasperczyk, który doprowadził do budowy kaplicy w latach 1943–1944.
Budowę kościoła rozpoczęto dopiero po II wojnie światowej. Prace budowlane zainaugurowano w 1948 roku, a 2 września 1951 roku doszło do poświęcenia kościoła. Wcześniej, bo w 1949 roku powstał cmentarz. Pierwszy pochówek odbył się 5 października tego samego roku. 2 maja 1957 roku erygowano parafię w Przełajce.